# Ahmed Tawfik
Ahmed Mohamed Hassan Tawfik, noto semplicemente come Ahmed Tawfik (in arabo أحمد توفيق‎?; Kafr Saqr, 1º ottobre 1991), è un calciatore egiziano, centrocampista del Pyramids.

## Biografia
Ha due fratelli, Akram e Abdelaziz, anch'essi calciatori.

## Carriera

### Club
Muove i suoi primi passi nelle giovanili dell'El Mansoura, prima di essere acquistato dallo Zamalek nel 2010. L'8 luglio 2018 viene tesserato dal Pyramids. Alla ricerca di maggior spazio, il 21 gennaio 2019 passa in prestito all'Al-Ittihad Alessandria.

### Nazionale
Ha giocato nella nazionale egiziana Under-20.
Esordisce in nazionale il 30 settembre 2013 contro l'Uganda in un'amichevole vinta 2-0, subentrando al 72' al posto di Hosny Abd Rabo. In precedenza aveva disputato alcuni incontri con la selezione Under-20, partecipando ai Mondiali di categoria nel 2011.

## Statistiche

### Presenze e reti nei club
Statistiche aggiornate al 14 dicembre 2024.
| Stagione        | Squadra                | Campionato      | Campionato | Campionato | Coppe nazionali | Coppe nazionali | Coppe nazionali | Coppe continentali | Coppe continentali | Coppe continentali | Altre coppe | Altre coppe | Altre coppe | Totale | Totale |
| Stagione        | Squadra                | Comp            | Pres       | Reti       | Comp            | Pres            | Reti            | Comp               | Pres               | Reti               | Comp        | Pres        | Reti        | Pres   | Reti   |
| --------------- | ---------------------- | --------------- | ---------- | ---------- | --------------- | --------------- | --------------- | ------------------ | ------------------ | ------------------ | ----------- | ----------- | ----------- | ------ | ------ |
| 2009-2010       | El Mansoura            | PL              | 4          | 0          | CE              | 1               | 0               | -                  | -                  | -                  | -           | -           | -           | 5      | 0      |
| 2010-2011       | Zamalek                | PL              | 7          | 0          | CE              | 1               | 0               | CCL                | 0                  | 0                  | -           | -           | -           | 8      | 0      |
| 2011-2012       | Zamalek                | PL              | 12         | 1          | -               | -               | -               | CCL                | 0                  | 0                  | -           | -           | -           | 12     | 1      |
| 2012-2013       | Zamalek                | PL              | 3          | 0          | CE              | 4               | 0               | CCL                | 4                  | 0                  | -           | -           | -           | 11     | 0      |
| 2013-2014       | Zamalek                | PL              | 17+2       | 0          | CE              | 3               | 0               | CCL                | 10                 | 1                  | -           | -           | -           | 32     | 1      |
| 2014-2015       | Zamalek                | PL              | 29         | 2          | CE              | 4               | 0               | CC                 | 11                 | 2                  | SE          | 1           | 0           | 45     | 4      |
| 2015-2016       | Zamalek                | PL              | 17         | 0          | CE              | 5               | 0               | CCL                | 11                 | 1                  | SE          | 1           | 0           | 34     | 1      |
| 2016-2017       | Zamalek                | PL              | 10         | 0          | CE              | 3               | 0               | CCL                | 4                  | 0                  | SE          | 1           | 0           | 18     | 0      |
| 2017-2018       | Zamalek                | PL              | 9          | 0          | CE              | 0               | 0               | ACC+CC             | 2+0                | 0                  | -           | -           | -           | 11     | 0      |
| Totale Zamalek  | Totale Zamalek         | Totale Zamalek  | 104+2      | 3          |                 | 20              | 0               |                    | 42                 | 4                  |             | 3           | 0           | 171    | 7      |
| 2018-gen. 2019  | Pyramids               | PL              | 6          | 1          | CE              | 0               | 0               | -                  | -                  | -                  | -           | -           | -           | 6      | 1      |
| gen.-giu. 2019  | Al-Ittihad Alessandria | PL              | 12         | 1          | CE              | 1               | 0               | -                  | -                  | -                  | -           | -           | -           | 13     | 1      |
| 2019-2020       | Pyramids               | PL              | 25         | 0          | CE+CE           | 3+3             | 0               | CC                 | 11                 | 0                  | -           | -           | -           | 42     | 0      |
| 2020-2021       | Pyramids               | PL              | 23         | 0          | CE              | 1               | 0               | CC                 | 11                 | 0                  | -           | -           | -           | 35     | 0      |
| 2021-2022       | Pyramids               | PL              | 18         | 0          | CE              | 3               | 0               | CC                 | 6                  | 0                  | -           | -           | -           | 27     | 0      |
| 2022-gen. 2023  | National Bank of Egypt | PL              | 11         | 0          | CE              | 1               | 0               | -                  | -                  | -                  | -           | -           | -           | 12     | 0      |
| gen.-giu. 2023  | Pyramids               | PL              | 17         | 0          | CE              | 3               | 0               | CC                 | 7                  | 0                  | SE          | 1           | 0           | 28     | 0      |
| 2023-2024       | Pyramids               | PL              | 24         | 0          | CE              | 2               | 0               | CCL                | 3                  | 0                  | SE          | 1           | 0           | 30     | 0      |
| 2024-2025       | Pyramids               | PL              | 1          | 0          | CE              | 0               | 0               | CCL                | 6                  | 0                  | SE          | 2           | 0           | 9      | 0      |
| Totale Pyramids | Totale Pyramids        | Totale Pyramids | 114        | 1          |                 | 15              | 0               |                    | 44                 | 0                  |             | 4           | 0           | 177    | 1      |
| Totale carriera | Totale carriera        | Totale carriera | 247        | 5          |                 | 38              | 0               |                    | 86                 | 4                  |             | 7           | 0           | 378    | 9      |

### Cronologia presenze e reti in nazionale
| Cronologia completa delle presenze e delle reti in nazionale ― Egitto | Cronologia completa delle presenze e delle reti in nazionale ― Egitto | Cronologia completa delle presenze e delle reti in nazionale ― Egitto | Cronologia completa delle presenze e delle reti in nazionale ― Egitto | Cronologia completa delle presenze e delle reti in nazionale ― Egitto | Cronologia completa delle presenze e delle reti in nazionale ― Egitto | Cronologia completa delle presenze e delle reti in nazionale ― Egitto | Cronologia completa delle presenze e delle reti in nazionale ― Egitto |
| Data                                                                  | Città                                                                 | In casa                                                               | Risultato                                                             | Ospiti                                                                | Competizione                                                          | Reti                                                                  | Note                                                                  |
| --------------------------------------------------------------------- | --------------------------------------------------------------------- | --------------------------------------------------------------------- | --------------------------------------------------------------------- | --------------------------------------------------------------------- | --------------------------------------------------------------------- | --------------------------------------------------------------------- | --------------------------------------------------------------------- |
| 30-9-2013                                                             | Il Cairo                                                              | Egitto                                                                | 2 – 0                                                                 | Uganda                                                                | Amichevole                                                            | -                                                                     | 72’                                                                   |
| 6-9-2015                                                              | N'Djamena                                                             | Ciad                                                                  | 1 – 5                                                                 | Egitto                                                                | Qual. Coppa d'Africa 2017                                             | -                                                                     | 53’                                                                   |
| 17-11-2020                                                            | Lomé                                                                  | Togo                                                                  | 1 – 3                                                                 | Egitto                                                                | Qual. Coppa d'Africa 2021                                             | -                                                                     |                                                                       |
| 5-9-2021                                                              | Franceville                                                           | Gabon                                                                 | 1 – 1                                                                 | Egitto                                                                | Qual. Mondiali 2022                                                   | -                                                                     | 73’                                                                   |
| 30-9-2021                                                             | Alessandria d'Egitto                                                  | Egitto                                                                | 2 – 0                                                                 | Liberia                                                               | Amichevole                                                            | -                                                                     | 77’                                                                   |
| Totale                                                                |                                                                       | Presenze                                                              | 5                                                                     |                                                                       | Reti                                                                  | 0                                                                     |                                                                       |

## Palmarès

### Club

#### Competizioni nazionali
- Campionato egiziano: 1

Zamalek: 2014-2015
- Coppa d'Egitto: 6

Zamalek: 2012-2013, 2013-2014, 2014-2015, 2015-2016, 2017-2018
Pyramids: 2023-2024
- Supercoppa d'Egitto: 1

Zamalek: 2016

#### Competizioni internazionali
- CAF Champions League: 1

Pyramids: 2024-2025